# Grugliasco
Grugliasco är en stad och kommun i storstadsregionen Turin, innan 2015 provinsen Turin, i regionen Piemonte, Italien. Kommunen hade 37 700 invånare (2017).